# Alla fine del giorno
Alla fine del giorno è il quinto album in studio del gruppo musicale italiano Zero Assoluto, pubblicato il 9 settembre 2014 dalla Universal Music Group.

## Descrizione
L'album, pubblicato dopo più di 3 anni dall'ultimo sforzo discografico, contiene dieci brani, e in più una bonus track disponibile in digitale. L'album è stato anticipato da 3 singoli: All'improvviso, Adesso basta e Un'altra notte se ne va, pubblicati rispettivamente il 24 gennaio, il 18 aprile e il 26 agosto 2014.

## Tracce
1. Un'altra notte se ne va – 3:55
2. Respirerò – 3:01
3. All'improvviso – 3:55
4. Alla fine del giorno – 4:28
5. Quando arriva il freddo – 3:02
6. Dopodomani – 3:22
7. La storia di noi due – 3:14
8. Chiudo gli occhi – 3:30
9. Adesso basta – 3:38
10. Dove – 3:44
11. Cascasse il mondo (Bonus track) – 4:09

## Formazione
Gruppo
- Thomas De Gaspari – voce
- Matteo Maffucci – voce, tastiera

Altri musicisti
- Danilo Pao – basso, chitarra
- Enrico Sognato – basso, chitarra